# (2769) Mendeleev
(2769) Mendeleev ist ein Asteroid des Hauptgürtels, der am 1. April 1976 von dem sowjetischen Astronomen Nikolai Stepanowitsch Tschernych am Krim-Observatorium in Nautschnyj entdeckt wurde.
Der Asteroid gehört zur Themis-Familie, einer Gruppe von Asteroiden, die nach (24) Themis benannt wurde.
Der Asteroid ist nach dem russischen Chemiker Dmitri Iwanowitsch Mendelejew (1834–1907) benannt.